# Helmholtz (cráter marciano)

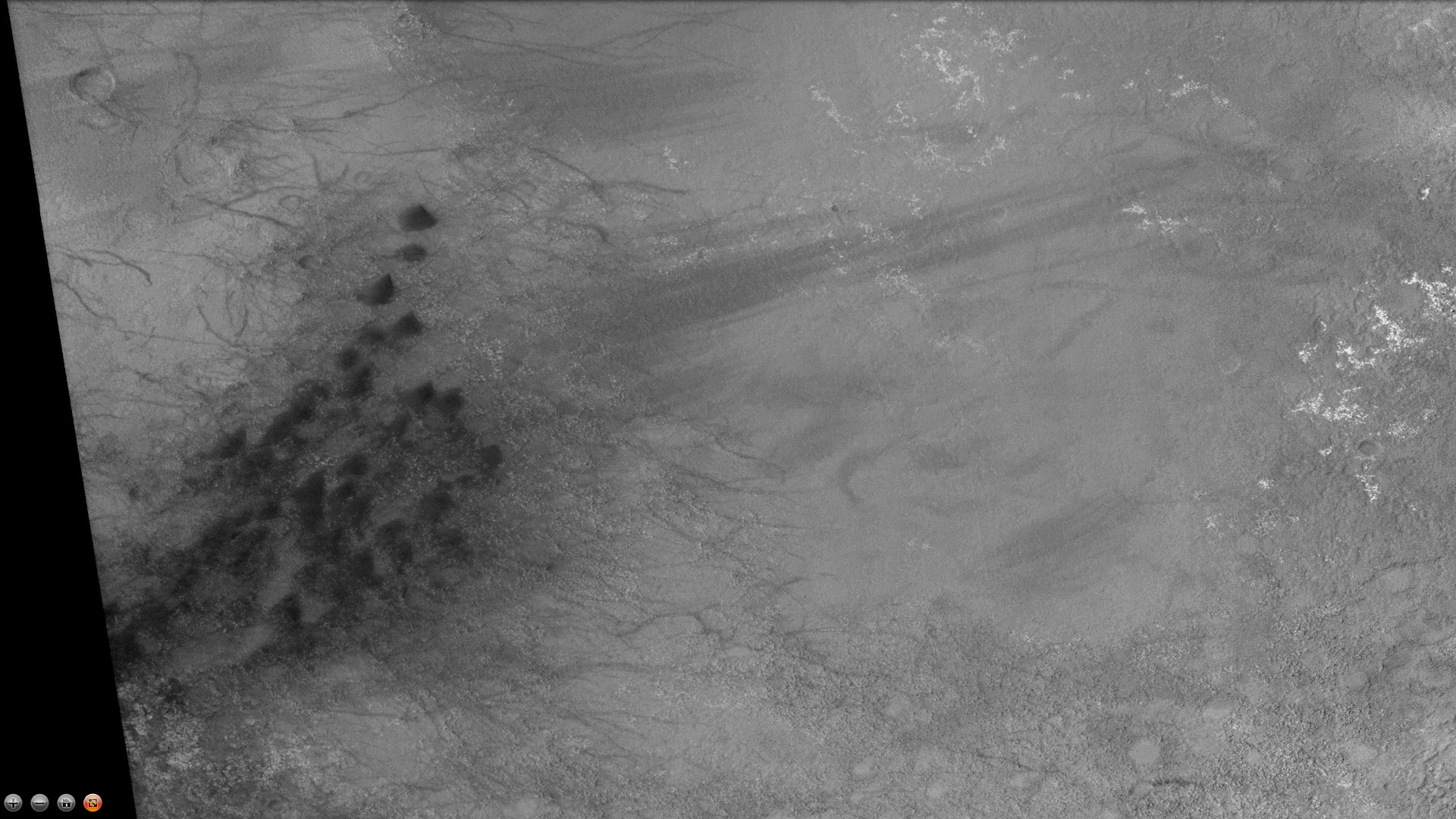
Dunas y marcas de torbellino en el cráter Helmholtz (Imagen CTX)
Nota: ampliación de la imagen horizontal de Helmholtz.

Helmholtz es un cráter de impacto situado en el cuadrángulo Argyre de Marte, en las coordenadas 45,8°S de latitud y 21,3°O de longitud. Tiene un diámetro de 111,5 km.  Su nombre fue aprobado en 1973 por la Unión Astronómica Internacional (UAI), en recuerdo del médico y físico alemán Hermann von Helmholtz (1821-1894)
| [[File:Wikihelmholtzeast.jpg\|1200px\|alt={{{Alt\|{{{descripción}}}]]                                                                                                  |
| Cráter Helmholtz, fotografía de la cámara CTX a bordo del Mars Reconnaissance Orbiter. Lado este y noreste del cráter (El norte, hacia la izquierda de la fotografía). |